# Euro Cup
Pour les articles homonymes, voir Euro Cup (homonymie).
L'Euro Cup est une coupe d'Europe de football américain mettant aux prises différentes équipes du Vieux contient.

## Présentation
L’Euro Cup est créé en 1996 afin de permettre aux champions des championnats les moins importants (Belgique, Danemark, Finlande, Norvège, Suisse, ...) de jouer au niveau Européen.
Cette compétition disparaît après quatre éditions en 1999. Elle est remplacée en 2002 par l'EFAF cup.

## Palmarès
| Année | Date         | Lieu      | Vainqueur                  | Score | Finaliste                     |
| ----- | ------------ | --------- | -------------------------- | ----- | ----------------------------- |
| 1996  | 22 juin 1996 | -         | Saint-Gallen Vipers Suisse | 7-0   | Trojans de Rotterdam Pays-Bas |
| 1997  | -            | -         | Roskilde Kings Danemark    | -     | -                             |
| 1998  | 6 juin 1998  | Bruxelles | Aarhus Tigers Danemark     | 21-6  | Saint-Gallen Vipers Suisse    |
| 1999  | 5 juin 1999  | Bruxelles | London O's Royaume-Uni     | 12-6  | Oslo Vikings Norvège          |

## Sources
- (fr) Elitefoot
- (fr)